# Marc Blitzstein
Marc Blitzstein (ur. 2 marca 1905 w Filadelfii, zm. 22 stycznia 1964 w Fort-de-France) – amerykański kompozytor i autor sztuk teatralnych.

## Życiorys
Urodził się w rodzinie żydowskiej. Mimo że był gejem i otwarcie się do tego przyznawał, ożenił się w 1933 roku z pisarką Evą Goldbeck. Po śmierci na skutek anoreksji żony w 1936 roku pozostawał w bliskich kontaktach z teściową, śpiewaczką operową i producentem na Broadwayu Liną Abarbanell (1879–1963) . Popierał związki zawodowe i poświęcał tym tematom sztuki. W 1964 roku został ciężko pobity przez trzech portugalskich żeglarzy. Zdołał ich zidentyfikować, za co w rezultacie trafili do więzienia, lecz sam zmarł w szpitalu w wyniku odniesionych obrażeń.

## Wybrane dzieła
- The Garrick Gaieties (rewia)
- Parade (rewia)
- Ziemia hiszpańska (film propagandowy)
- Caesar (adaptacja Juliusza Cezara Williama Shakespeare’a)
- Pins and Needles (rewia)
- The Cradle Will Rock (musical)
- Symfony: The Airborne (symfonia)
- Regina (opera)
- Juno (musical)